# Eunidia mediosignata
Eunidia mediosignata là một loài bọ cánh cứng trong họ Cerambycidae.